# Stația Chillerton Down
Stația Chillerton Down este o antenă cu facilități de radio FM și DAB amplasată la Chillerton Down, Isle of Wight, coasta sudică a Regatului Unit. Stația a fost construită în 1958. 